# 2013 у Черкаській області
Стаття присвячена головним подіям Черкаської області у 2013 році.

## Ювілеї

### Видатних людей
|                                                       |  |  |
| Ювілейна монета НБУ присвячена Гулакові-Артемовському |  |  |

- 16 лютого — 200 років від дня народження Семена Гулака-Артемовського, українського композитора та співака. Національний банк України з цієї нагоди випустив ювілейну монету.

### Річниці заснування, утворення
- 90 років від часу заснування Корсунь-Шевченківського педагогічного коледжу ім. Т. Г. Шевченка.
- 90 років від часу заснування Канівського природного заповідника.
- 80 років від часу заснування підприємства «Аврора» у м. Черкаси.
- 70 років звільнення Черкас від німецько-фашистських загарбників.
- 50 років від часу заснування Черкаського інституту банківської справи.
- 50 років від часу заснування Уманського музичного училища імені Порфирія Демуцького.
- 50 років від часу відкриття нового приміщення Черкаського залізничного вокзалу.
- 40 років від часу заснування Академії пожежної безпеки імені Героїв Чорнобиля.

## Події
- 6 березня — президент України Віктор Янукович відвідав місто Черкаси та Канів. Він побував у місцевому діагностично-консультативному центрі на території обласної лікарні, ознайомився з роботою Центру надання адміністративних послуг міста Черкаси та провів засідання Гуманітарної ради у Каневі.[1] Було вручено Національні премії України імені Тараса Шевченка за 2013 рік лауреатам.[2]
- 20—21 квітня — на Чигиринщині, у Холодному Яру відбулося традиційне вшанування героїв Холодного Яру, в рамках якого було проведено низку заходів[3].
- 4 вересня — на святкування єврейського нового року Рош Гашана в Умань прибуло понад 27 тис. хасидів із різних країн[4].
- 15 грудня на повторних виборах народних депутатів України на округу № 194 (Черкаси) обрано Михайла Поплавського, на округу № 197 (Канів) — Леоніда Даценка.

### Євромайдан
- 22 та 23 листопада у м. Черкаси ввечері на Соборній площі перед будівлею Черкаської облдержадміністрації пройшли акції підтримки української євроінтеграції[5]. На акції зібралося понад 1000 людей[6]. Відбулися сутичи з правоохоронцями[7].
- 24 листопада відбувся перший мітинг на підтримку євроінтеграції в Умані[8].
- 30 листопада у м. Черкаси відбувся мітинг на знак протесту проти розгону студентського містечка на Майдані у Києві[9].
- 2 грудня депутати Черкаської обласної ради прийняли звернення щодо підтримки державної політики Президента України Віктора Януковича[10].
- 4 грудня у м. Канів став діяти «Канівський майдан» — проводилися мітинги, збір коштів та продуктів харчування на підтримку київського майдану[11].
- 11 грудня:
  - У м. Черкаси біля будівлі Черкаської мерії депутати міськради після сутички з міліцією повісили на флагшток прапор Євросоюзу. У цьому їм перешкоджали кілька десятків бійців спецпідрозділу міліції «Грифон» та патрульно-постової служби. Через годину невідомі прапор ЄС вкрали.[12].
  - У м. Черкаси ввечері правоохоронці разом із тітушками ввечері розігнали Євромайдан — було розібрано і вивезено намети активістів[13].

## Спортивні події
- У Чемпіонаті України з футболу 2012—2013 у другій лізі Славутич посів 3-те місце у групі 1.
- В Українській баскетбольній суперлізі сезону 2012—2013 Черкаські мавпи посіли 7-те місце і вийшли у плей-офф Суперліги[14].
- У Чемпіонаті Черкаської області з футболу 2013 року перемогла команда «Зоря» (Білозір'я), на другому місці — «Уманьфермаш» (м. Умань), на третьому — «Ретро» (м. Ватутіне).

## Нагороджено, відзначено
- Лауреатами Всеукраїнської літературної премії імені Василя Симоненка стали: у номінації «За кращу першу поетичну збірку» Олена Железняк (Черкаси) за збірку поезій «Шукаючи ключі до світу»; у номінації «За кращий художній твір» Олександр Климчук (Київ) за книгу «Я єсьм… (Іван Марчук)» та «Факторія Завойка»[15].
- Лауреатом Літературної премії імені Тодося Осьмачки став Мирослав Дочинець за роман «Вічник. Сповідь на перевалі духу».[16].
- Лауреатами обласної Краєзнавчої премії імені Михайла Максимовича стали — авторський колектив: Р. В. Танана і В. В. Дзима за книгу «Співець з Чернечої гори» та В. М. Хоменко[17].
- 27 грудня — Анатолію Кузьмінському, ректору Черкаського національного університету ім. Б. Хмельницького присвоєно звання «Почесний громадянин Черкащини»[18].

## Померли
- 22 січня — Левченко Ганна Сергіївна, український поет і прозаїк,
- 17 лютого — Наконечний Микола Петрович, міський голова міста Христинівка (2006—2013),
- 14 квітня —Фролова Майя Флорівна, українська дитяча письменниця,
- 28 вересня — Любомська Євгенія Михайлівна, український педагог, Герой Соціалістичної Праці.

## Створено, засновано

Пам'ятник Богдану Хмельницькому (м. Тальне)

- 5 квітня — у Черкасах у приміщенні колишньої швейної фабрики відкрито торговий центр Lubava загальною площею 26 000 м2[19].
- 9 серпня — засновано Почесну відзнаку Черкаської обласної державної адміністрації та Черкаської обласної ради «За заслуги перед Черкащиною»[20].
- 25 жовтня у м. Тальне відкрито пам'ятник чотирьом українським гетьманам — Богдану Хмельницькому, Петру Дорошенку, Івану Мазепі та Байді Вишневецькому[21].

### Об'єкти природно-заповідного фонду
- Ботанічна пам'ятка природи місцевого значення Урочище Вільхове;
- Ботанічна пам'ятка природи місцевого значення Дуби на Тарасовій горі.